# East Chicago
East Chicago és una ciutat dels Estats Units a l'estat d'Indiana. Segons el cens del 2000 tenia 32.414 habitants.

## Demografia
Segons el cens del 2000, East Chicago tenia 32.414 habitants, 11.707 habitatges, i 7.937 famílies. La densitat de població era de 1.044,7 habitants/km².
Dels 11.707 habitatges en un 35,6% hi vivien nens de menys de 18 anys, en un 34,8% hi vivien parelles casades, en un 26,7% dones solteres, i en un 32,2% no eren unitats familiars. En el 28,6% dels habitatges hi vivien persones soles l'11,2% de les quals corresponia a persones de 65 anys o més que vivien soles. El nombre mitjà de persones vivint en cada habitatge era de 2,75 i el nombre mitjà de persones que vivien en cada família era de 3,41.
Per edats la població es repartia de la següent manera: un 30,5% tenia menys de 18 anys, un 11,1% entre 18 i 24, un 26,8% entre 25 i 44, un 18,3% de 45 a 60 i un 13,3% 65 anys o més.
L'edat mediana era de 31 anys. Per cada 100 dones de 18 o més anys hi havia 86,1 homes.
La renda mediana per habitatge era de 26.538$ i la renda mediana per família de 31.778$. Els homes tenien una renda mediana de 32.588$ mentre que les dones 21.678$. La renda per capita de la població era de 13.517$. Entorn del 22,5% de les famílies i el 24,4% de la població estaven per davall del llindar de pobresa.

## Poblacions més properes
El següent diagrama mostra les poblacions més properes.